# Кленовое 2
 Кленовое 2  — деревня в Кумёнском районе Кировской области в составе Большеперелазского сельского поселения.

## География
Расположена на расстоянии примерно 9 км на юг-юго-восток от районного центра поселка Кумёны.

## История
Известна с 1702 года как деревня Кленовская с 16 дворами, в 1764 году 161 житель. В 1873 году здесь (починок Кленовский 1-й) дворов 18 и жителей 129, в 1905 (деревня Кленовская 2-я или Малая Заложица) 25 и 148, в 1926 (Кленовое 2-е или Малая Заложица) 32 и 137, в 1950 19 и 75, в 1989 19 жителей.

## Население
Постоянное население составляло 0 человек (русские 100%) в 2002 году, 2 в 2010.